# Daniela Ramírez
Daniela Elizabeth Ramírez Rodríguez (Santiago, 11 de gener de 1987) és una actriu xilena de cinema, teatre i televisió. Va protagonitzar la sèrie Los archivos del cardenal —per la que va guanyar un Premi Altazor a millor actriu de televisió— i les telenovel·les Esperanza (2011) i Amanda (2016).

## Biografia
Va néixer a Santiago de Xile. És la menor de tres germans. Als 16 anys va ser mare i va tenir a Martín, el seu primer i únic fill fins avui. Va realitzar els seus estudis secundaris en el Col·legi Centenari de Maipú i va diplomar d'actuació en la Universitat ARCIS en 2009. En el període d'escola va realitzar el muntatge “Yo no ando matando a nadie“ amb la companyia Teatro Malcriado, en la qual guanya el reconeixement com a millor actriu en el festival d'actuació de l'Escuela de Teatro La Casa. L'any 2008 va participar en la Mostra de Dramatúrgia Europea a la Ciutat de Concepción, amb el text “El padre” de Heiner Muller, dirigida per Cristian Torres i Francisco Albornoz. El primer semestre del 2010 és professora col·laboradora en la Universitat ARCIS en el ram d'actuació teatral.

## Carrera
Va començar a actuar a l'edat de 14 anys quan va llegir un avís en el diari on buscaven a joves des dels 15 anys que volguessin participar en obres infantils. Va ser al càsting i va quedar, encara que sempre va estar temorosa al fet que descobrissin que tenia un any menys. Finalment, es va mantenir aquí fins als 18 anys. Ja en aquest llavors pertanyia als tallers de teatre del Col·legi Centenari de Maipú, on va viure gairebé tota la seva vida.
A la Universitat el seu professor Rodrigo Suzarte la va portar a alguns càstings de les seves pel·lícules i finalment va formar part de la sèrie Los archivos del cardenal, que fou estrenada el juliol de 2011 a la xarxa estatal TVN, sota la direcció de Nicolás Acuña. Està centrada en els anys de la dictadura militar, on és protagonista, encarnant a Laura Pedregal, una jove assistent social que treballa en la Vicaria de la Solidaritat amb la finalitat de lluitar per la injustícia que existia al país.
Més tard, a l'agost de 2011 protagonitza la telenovel·la de TVN, Esperanza, guanyadora d'un fons del Consell Nacional de Televisió, on va interpretar a una jove peruana que arriba a treballar com a empleada domèstica a una casa del barri alt de Santiago, on el seu cap (Álvaro Escobar) és, sense saber-ho, l'home amb el qual va tenir un affaire fa 11 anys en la seva terra natal i del qual va néixer un fill del qual ell desconeix la seva existència.
L'octubre personifica Abigaíl Williams, la problemàtica protagonista de Las brujas de Salem, juntament amb Francisco Melo, Tomás Vidiella, Paola Volpato i Jaime McManus.
Després d'haver protagonitzat Esperanza, Daniela Ramírez seguiria en les telenovel·les, continuant en Separafos, projecte que va significar el seu debut en les telenovel·les nocturnes de TVN. El 2012 va protagonitzar Romance policial de Jorge Durán, un thriller de coproducció brasilera amb escenari a San Pedro de Atacama.
Al setembre de 2012, va protagonitzar el vídeo musical del cantant Mika, «Origin of love», que va ser dirigit pel director xilè Cristián Jiménez i rodat en Santiago i Valparaíso.
Posteriorment, va ser confirmada per a la segona temporada de la sèrie de HBO Prófugos com l'interès amorós del personatge principal que és interpretat per Benjamín Vicuña. El 2013, Daniela Ramírez abandona TVN i negocia amb Canal 13, tanmateix ella demana estar lligada al canal públic, demanant un permís per a gravar la segona temporada de Los archivos del cardenal a TVN.
El 2016 emigra a Mega protagonitzant la telenovel·la Amanda, que va resultar ser un complet èxit i amb el capítol final marcant xifres de ràting sense precedents per a una telenovel·la diürna a Xile.
En 2019, i després de l'èxit d'Amanda, torna a signar per la productora AGTV Producciones, que aquesta vegada, realitza produccions per a Canal 13, on va ser la protagonista principal per a la nova vespertina dirigida per Vicente Sabatini, Amor a la Catalán.

## Controvèrsies
La matinada del 17 d'octubre de 2012, va ser detinguda a la comuna de Provisión per Carabiners per conduir en estat d'ebrietat. L'alcoholèmia a la qual va ser sotmesa va llançar que Ramírez tenia 3,39 mil·ligrams d'alcohol per litre de sang. L'actriu va intentar a més subornar als carabiners que la van detenir oferint-los 100.000 pesos, amb l'objectiu d'eludir el procediment. Ramírez va ser traslladada a una comissaria, sent posteriorment formalitzada per conduir en estat d'ebrietat i suborn.
L'examen d'alcoholèmia realitzat a Daniela Ramírez, hauria llançat una gran diferència en comparació al alcotest que se li havia realitzat. La mostra de sang va llançar 1,6 grams d'alcohol, segons va informar Canal 13 citant fonts del Servicio Médico Legal (SML). Aquest resultat, si és efectiu, difereix del nivell 3,39 que va registrar el alcotest realitzat després de ser sorpresa per efectius de Carabiners la setmana anterior. Aquest últim ascendeix a més del doble del qual va llançar l'examen sanguini. Malgrat la diferència entre totes dues mostres, 1,6 grams d'alcohol és considerat un clar estat d'ebrietat tant en la llei antiga com en la nova llei de trànsit a Xile, per la qual cosa l'actriu pot enfrontar-se a dures penes de la justícia xilena.

## Filmografia

### Cinema
| Cinema | Cinema                   | Cinema                 | Cinema                   |
| Any    | Pel·lícula               | Rol                    | Director                 |
| ------ | ------------------------ | ---------------------- | ------------------------ |
| 2009   | La Ñoko                  |                        |                          |
| 2012   | La Jubilada              |                        | Jairo Boisier            |
| 2014   | Romance policial         | Florencia              | Jorge Durán              |
| 2014   | Hijo de Trauco           | Aurelia                | Alan Fischer             |
| 2014   | Olvidados                | Sofía                  | Carlos Bolado            |
| 2014   | Aurora                   | Jimena                 | Rodrigo Sepúlveda        |
| 2014   | Allende en su laberinto  |                        | Miguel Littín            |
| 2015   | En la gama de los grises | Soledad                | Claudio Marcone          |
| 2015   | La prima luce            |                        | Vincenzo Marra           |
| 2016   | El botón de nácar        |                        | Patricio Guzmán          |
| 2016   | Madre                    | Diana                  |                          |
| 2017   | Crisis                   | Ofelia                 |                          |
| 2017   | Un dia cualquiera        | Constanza              |                          |
| 2017   | Ausencia                 | Carmen Arriagada       | Claudio Marcone          |
| 2018   | Swing                    | Camila                 |                          |
| 2018   | Enigma                   | Actriu recreació Laura | Ignacio Juricic Merillán |
| 2020   | Matar a Pinochet         |                        | Juan Ignacio Sabatini    |
| 2020   | Detrás de la lluvia      |                        | Valeria Sarmiento        |
| 2021   | La panelista             | Gusmano                | Maximiliano Gutiérrez    |

### Televisió
| Any       | Títol                     | Personatge            | Rol                         |
| --------- | ------------------------- | --------------------- | --------------------------- |
| 2011-2012 | Esperanza                 | Esperanza Reyes       | Paper principal             |
| 2011-2014 | Los archivos del cardenal | Laura Pedregal        | Paper principal             |
| 2012-2013 | Separados                 | Amanda Valenzuela     | Secundari                   |
| 2013      | Prófugos                  | Rocío                 | 3 episodios                 |
| 2013-2014 | Secretos en el jardín     | Sofía Ventura         | Papel co-principal          |
| 2014      | La canción de tu vida     | Camila Lorca          | Episodi: "Un amor violento" |
| 2015      | La poseída                | Micaela Rojas         | Secundaro                   |
| 2016-2017 | Amanda                    | Amanda Solís          | Paper principal             |
| 2018-2019 | Casa de muñecos           | Alejandra Falco       | Paper co-principal          |
| 2019      | Berko, el arte de callar  | Divina Day            | Paper principal             |
| 2019-2020 | Amor a la Catalán         | Dafne Catalán         | Paper principal             |
| 2020      | Inés del alma mía         | Marina Ortiz de Gaete | 2 episodis                  |
| 2021      | Demente                   | Valentina Spencer     | Secundari                   |
| 2021      | Isabel                    | Isabel Allende        | Paper principal             |
| 2022      | La Ley de Baltazar        | Antonia Rodríguez     | Paper co-principal          |
| 2022      | Secretos de familia       | Elena Valdés          | Paper principal             |

### Vídeos musicals
| Any  | Títol               | Director               | Artista(s)         |
| ---- | ------------------- | ---------------------- | ------------------ |
| 2012 | «Trampas para oso»  | Jorge Riquelme Serrano | Mowat              |
| 2012 | «Origin of Love»    | Cristián Jiménez       | Mika               |
| 2014 | «Medusa»            | Riff Producciones      | Manuel García      |
| 2017 | «Amor de Madrugada» | Hermanos Ibarra Roa    | Villa Cariño       |
| 2022 | «Why Why Why»       | Matias Lorenzo Muñoz   | La Caravana Mágica |

## Premis i nominacions
| Any  | Premiación     | Categoria                              | Producció                 | Resultat   | Ref.  |
| ---- | -------------- | -------------------------------------- | ------------------------- | ---------- | ----- |
| 2012 | Altazor        | Millor actriu de televisió             | Los archivos del cardenal | Guanyadora | [ 1 ] |
| 2017 | Copihue de Oro | Millor actriu popular                  | Amanda                    | Nominada   |       |
| 2017 | Premi FOTECH   | Los 7 mejores personajes del año       | Amanda                    | Guanyadora |       |
| 2022 | Premis Platino | Millor Actriu en Minisèrie o Telesèrie | Isabel                    | Guanyadora |       |